# Amity University (Noida)

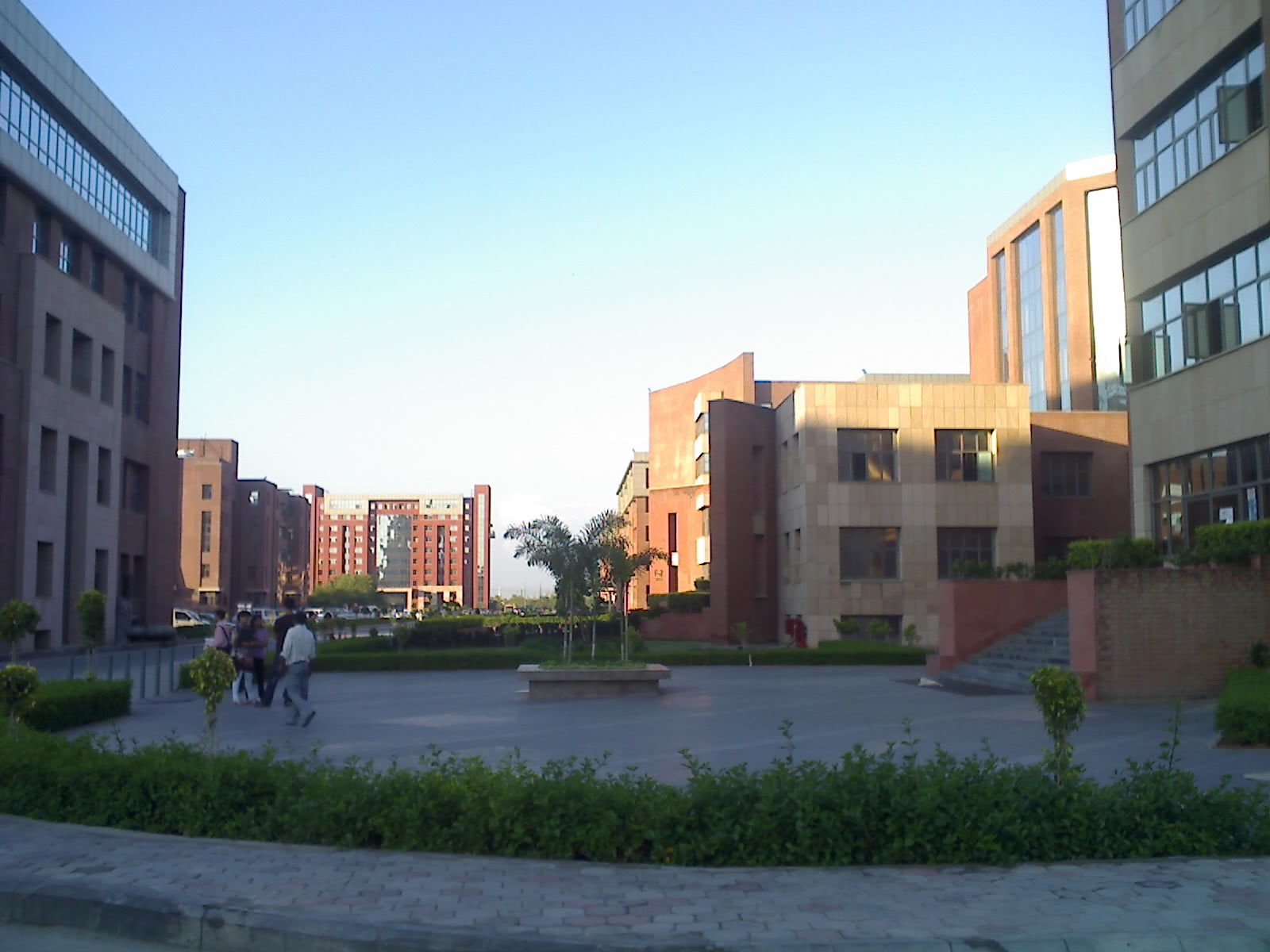
Campus der Universität

Amity University ist eine private Universität ansässig in Noida, Uttar Pradesh, Indien.

## Organisation
Die Gründung erfolgte 2003 und hat 35.000 Studenten. Sie wurde 2012 von der NAAC (National Accreditation and Assessment Council) akkreditiert.
Die Universität gehört zur Amity education group, die private Universitäten und andere Bildungseinrichtungen in Indien und acht weiteren Standorten weltweit betreibt.

## Akademische Institution
Ein Forschungspartner der Amity University ist das World Trade Institute der Universität Bern.